# 木村優介
木村 優介（きむら ゆうすけ）は、日本の土木工学・都市工学者。大阪工業大学工学部都市デザイン工学科准教授。博士（工学）（京都大学）。土木学会土木史委員会文化財防災小委員会幹事および景観デザイン委員会研究編集小委員会元委員。日本都市計画学会学術委員会元委員。日本写真測量学会関西支部幹事。地球規模課題対応国際科学技術協力プログラム(SATREPS)/MNGDプロジェクトメンバー。
専門は、土木計画学・都市工学・交通工学、測量学・地理情報システム(GIS)・地球情報学（特に、空間情報）、景観デザイン・環境工学。

## 略歴
2008年京都大学工学部地球工学科卒業。2010年京都大学大学院工学研究科都市環境工学修士課程修了。2013年同大学院工学研究科社会基盤工学専攻 博士課程修了、博士（工学）（京都大学）。日本学術振興会特別研究員(DC2)、国土交通省国土技術政策総合研究所研究官を経て、2014年京都大学大学院工学研究科社会基盤工学専攻空間情報学講座助教。2023年大阪工業大学工学部都市デザイン工学科に着任、准教授。主な所属学会は、土木学会 、日本都市計画学会、地理情報システム学会、日本測量協会、日本写真測量学会。主なテクニカルアドバイザーは、京都府向日市都市計画審議会委員。

## 主な著書
- 近現代建造物緊急重点調査(土木)報告書 道路編/鉄道編/河川・砂防編（分担執筆、文化庁文化資源活用課2022-2024）
- 道路空間再編・利用事例集-国土技術政策総合研究所資料第1029号（分担執筆、国土技術政策総合研究所2018）

## 主な研究
- Googleストリートビュー画像を用いた街路景観構成要素と歩行活動頻度の関連分析
- スマートフォンを用いた写真測量に基づく斜面のモデリングと図面生成
- 写真とそのメタデータを用いた居住国ごとの観光行動分析：京都市とその周辺地域を対象として
- 運転者への権限委譲と利用意向を考慮した自動運転の交通工学的ポテンシャル評価
- 東日本大震災・津波被災自治体における市街地整備を通じた景観形成の方策に関する研究
- 米国ダラス市におけるトレイル網計画の形成過程と運用実態
- ニューヨーク・ハイラインにおけるレールバンク制度を活用した歴史的高架橋の再利用手法